# Церква Олександра Невського (Нахічевань-на-Дону)
Церква Олександра Невського (рос. Церковь Александра Невского) — православний храм, побудований 1896 року в місті Нахічевань-на-Дону (нині Пролетарський район, Ростов-на-Дону). Знесений в 1937 році.

## Історія
Храм Олександра Невського побудовано в Нахічевані-на-Дону в 1896 році. Кошти на будівництво пожертвував купець В. С. Шушпанов. Спорудження храму було приурочене до 650-річчя Невської битви, в якій Олександр Ярославич здобув перемогу над шведами. Храм стояв на Поліцейській площі (нині площа Толстого) на розі з 2-ю Соборною вулицею (нині вулиця Єреванська).
Храм мав три бані і був багато декорований. Над притвором височіла двоярусна дзвіниця (заввишки понад 28 м). Храм був побудований в дусі неоренесансу. Розміри храму становили 21×12 сажнів (приблизно 45×25 м). Головний престол храму було освячено в ім'я Олександра Невського, другий престол — на честь Святої Анни.
1900 року поруч з храмом відкрито церковно-парафіяльну школу. Настоятелем Олександро-Невської церкви довгий час був відомий нахічеванський священик Іоанн Домовський. У 1920-х роках храм передали обновленцям. 1937 року його закрили і знесли. Нині на його місці стоїть шестиповерховий житловий будинок (площа Толстого, 9).
У 1942 році під час нацистської окупації Ростова-на-Дону парафія храму Олександра Невського відновила богослужіння. Спочатку він розміщувався в будинку № 6 на 29-й лінії.
Потім для богослужінь пристосували приміщення колишньої церковно-парафіяльної школи храму, на будинку надбудували куполи. Після звільнення міста будівлю передали громаді в оренду. У 1955 році молитовний будинок закрили, а церковне начиння перенесли в боковий вівтар Олександра Невського в храмі Святої Олександри.